# Mindestmengenregelung
Die vom Gemeinsamen Bundesausschuss (G-BA) vorgegebenen Mindestmengen für planbare medizinische Eingriffe, kurz Mindestmengenregelungen, sind ein Instrument zur Qualitätssicherung in der Medizin.

## Gesetzliche Grundlage
Die Rechtsgrundlage ist § 136b Abs. 1 Satz 1 Nr. 2 Fünftes Buch Sozialgesetzbuch SGB V.
Seit 2004 benennt der G-BA planbare stationäre Leistungen, bei denen ein Zusammenhang zwischen der Durchführungshäufigkeit und der Behandlungsqualität besteht. Ein vollbeweisender Kausalzusammenhang zwischen Leistungsmenge und Ergebnisqualität ist seit einer Änderung im Krankenhausstrukturgesetz nicht mehr erforderlich. Es muss jedoch eine Studienlage bestehen, die auf einen wahrscheinlichen Zusammenhang zwischen Menge und Qualität hinweist. Für diese Leistungen legt er Mindestmengen je Arzt und/oder Standort eines Krankenhauses fest. Ziel der Mindestmengenregelung ist es, die Qualität der Behandlungsergebnisse bei Erbringung von hochkomplexen Leistungen und Eingriffen aufgrund gesteigerter Behandlungsroutine, -erfahrung und -sicherheit zu verbessern. Dadurch kann das Morbiditäts- und Mortalitätsrisiko verringert werden.

## Inhalt der Mindestmengenregelung
Hinter den Mindestmengen für planbare medizinische Eingriffe steht das Ziel, besonders schwierige Eingriffe aus Gründen der Qualitätssicherung nur von solchen Kliniken durchführen zu lassen, deren Ärztinnen und Ärzte damit ausreichend Erfahrung haben. Der G-BA benennt planbare Leistungen im Krankenhaus, bei denen ein Zusammenhang zwischen der Durchführungshäufigkeit und der Behandlungsqualität besteht. Für diese Leistungen legt er auf Basis der verfügbaren wissenschaftlichen Erkenntnisse Mindestmengen je Ärztin und Arzt und/oder Standort eines Krankenhauses fest. Mit Stand Januar 2025 sind demnach 10 Eingriffe benannt inklusive einer jährlich vom Krankenhaus jeweils davon zu erbringenden Anzahl, vgl. Tabelle unten.

### Relevanz der Mindestmengenregelung für Krankenhäuser
Bei den jährlichen Forderungs- und Vereinbarungsunterlagen von Krankenhäusern im Rahmen der jährlichen Krankenhausentgeltverhandlungen für die G-DRG- und PEPP-Entgeltbereiche sind in der Vereinbarung der Leistungsart und Leistungsmenge die Bestimmungen des G-BA für die "Mindestmengen für planbare medizinische Eingriffe" zu berücksichtigen. Vom jeweiligen Krankenhaus sind für einen Vereinbarungsfall dieser dort aufgeführten DRGs entsprechende Nachweise zur Erreichung der jeweiligen Mindestmengen vorzulegen. 
Für den Fall, dass für eine Leistung eine Mindestmenge neu festgelegt, erhöht oder ein Arztbezug für die Bemessung eingeführt wird, gilt jeweils eine Übergangsfrist von in der Regel zwölf, jedoch maximal 24 Monaten, innerhalb welcher die Mindestmenge nicht in voller Höhe erfüllt werden muss. Wenn die erforderliche Mindestmenge bei planbaren Leistungen voraussichtlich nicht erreicht wird, dürfen entsprechende Leistungen nicht bewirkt werden. Einem Krankenhaus, das die Leistungen dennoch bewirkt, steht kein Vergütungsanspruch zu (§ 136b Abs. 4 Satz 1 und 2 SGB V). Ein Krankenhausträger kann gegebenenfalls durch eine Klage auf Feststellung der Nichtigkeit der Erhöhung der Mindestmenge effektiven Rechtsschutz erlangen. In den Regelungen ist auch das Nähere zur Darlegung der Prognose durch den Krankenhausträger gegenüber den Landesverbänden der Krankenkassen und den Ersatzkassen sowie zu Ausnahmetatbeständen und Übergangsregelungen bestimmt.

### Tabelle Leistungen mit jeweils erforderlicher Mindestmenge
Der G-BA hat mit Stand Januar 2025 für folgende zehn Leistungen Mindestmengen festgelegt:
| Mindestmenge | Anzahl                                    |
| --- | ----------------------------------------- |
| Herztransplantation                                                                                                  | keine im Jahr 2025 --> ab Januar 2026: 10 |
| Komplexe Eingriffe am Organsystem Pankreas/Bauchspeicheldrüse bei Erwachsenen                                        | 15 --> ab Januar 2025: 20                 |
| Lebertransplantation (inkl. Teilleber-Lebendspende)                                                                  | 20                                        |
| Nierentransplantation (inkl. Lebendspende)                                                                           | 25                                        |
| Allogene Stammzelltransplantation bei Erwachsenen                                                                    | 25 --> ab Januar 2025: 40                 |
| Versorgung von Früh- und Neugeborenen mit einem Geburtsgewicht von unter 1250 Gramm (Versorgung im Perinatalzentrum) | 25                                        |
| Komplexe Eingriffe am Organsystem Ösophagus (Speiseröhre)                                                            | 26                                        |
| Thoraxchirurgische Behandlung von Lungenkrebs bei Erwachsenen                                                        | 40 --> ab Januar 2025: 75                 |
| Kniegelenk-Totalendoprothesen (Knie-TEP)                                                                             | 50                                        |
| Chirurgische Behandlung von Brustkrebs                                                                               | 50 --> ab Januar 2025: 100                |

## G-BA Richtlinie zu Untersuchungs- und Behandlungsmethoden im Krankenhaus
Seitens des G-BA gibt es neben der Mindestmengenregelung auch eine Richtlinie zu Untersuchungs- und Behandlungsmethoden im Krankenhaus. Hier steht aber nicht die Qualitätssicherung in der Medizin im Vordergrund, sondern ob sie vom G-BA bewertet und dabei als "nicht für eine ausreichende, zweckmäßige und wirtschaftliche Versorgung der Versicherten erforderlich" angesehen wurde. Die Richtlinie benennt somit die vom G-BA ausgeschlossenen ärztlichen Untersuchungs- und Behandlungsmethoden im Krankenhaus, die Reichweite des jeweiligen Ausschlusses und die Methoden, die von der Versorgung der gesetzlichen Krankenversicherung im Rahmen der Krankenhausbehandlung ausgeschlossen sind. Sie sind dort in § 4 der Richtlinie gelistet.

## Krankenhäuser mit 2019er Zahlen

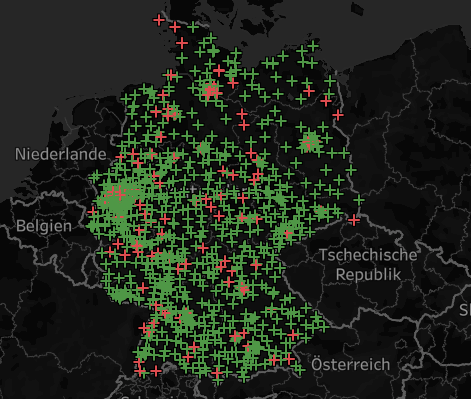
Überblick aller Krankenhäuser in Deutschland, die die Mindestmenge der Kniegelenk-Totalendoprothesen erfüllen (grün) bzw. nicht erfüllen (rot) (Mindestmenge: 50). Quelle: https://www.bindoc.de/statistik-tool

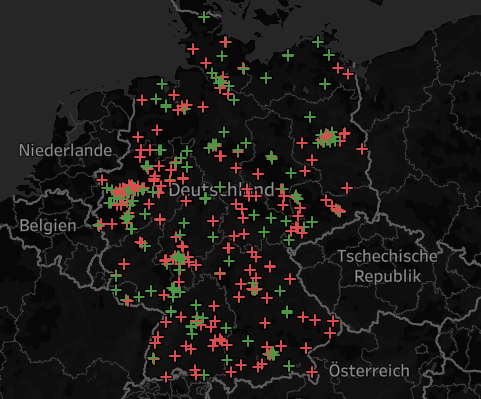
Überblick aller Krankenhäuser in Deutschland, die die Mindestmenge der komplexen Eingriffe am Organsystem Ösophagus (Speiseröhre) erfüllen (grün) bzw. nicht erfüllen (rot). Mindestmenge (10). Quelle: https://www.bindoc.de/statistik-tool

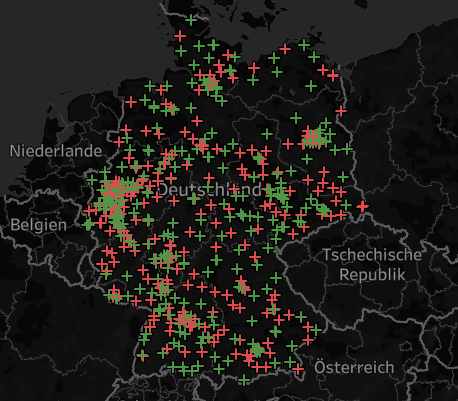
Überblick aller Krankenhäuser in Deutschland, die die Mindestmenge der komplexen Eingriffe am Organsystem Pankreas (Bauchspeicheldrüse) erfüllen (grün) bzw. nicht erfüllen (rot). Mindestmenge (10). Quelle: https://www.bindoc.de/statistik-tool

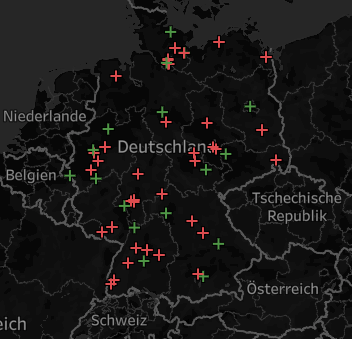
Überblick aller Krankenhäuser in Deutschland, die die Mindestmenge Lebertransplantationen (inkl. Teilleber-Lebendspende) erfüllen (grün) bzw. nicht erfüllen (rot). Mindestmenge (20). Quelle: https://www.bindoc.de/statistik-tool

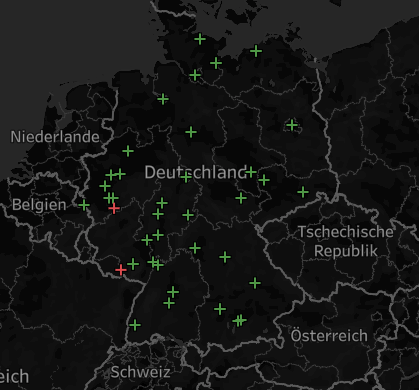
Überblick aller Krankenhäuser in Deutschland, die die Mindestmenge Nierentransplantationen (inkl. Lebendspende) erfüllen (grün) bzw. nicht erfüllen (rot). Mindestmenge (25). Quelle: https://www.bindoc.de/statistik-tool

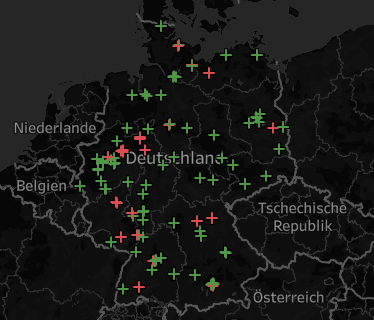
Überblick aller Krankenhäuser in Deutschland, die die Mindestmenge Stammzelltransplantationen erfüllen (grün) bzw. nicht erfüllen (rot). Mindestmenge (25). Quelle: https://www.bindoc.de/statistik-tool

Krankenhäuser in Deutschland mit den häufigsten erbrachten Kniegelenk-Totalendoprothesen im Jahr 2019:
- Helios ENDO-Klinik Hamburg (1.595)
- ARCUS Klinik Pforzheim (1.072)
- Orthopädisches Krankenhaus Schloss Werneck (1.059)
- Schön Klinik Neustadt (1.049)
- St. Josef-Stift-Sendenhorst (910)
- Frankfurter Rotkreuz-Kliniken e.V. Klinik Rotes Kreuz (876)
- Sana Kliniken Sommerfeld (856)
- Karl-Olga-Krankenhaus Stuttgart (830)
- Eduardus-Krankenhaus Köln (804)
- Barmherzige Brüder Krankenhaus München (715)

Krankenhäuser in Deutschland mit den häufigsten erbrachten komplexen Eingriffen am Organsystem Ösophagus (Speiseröhre) im Jahr 2019:
- Universitätsklinikum Köln (197)
- Klinikum Nürnberg (116)
- Charité – Universitätsmedizin Berlin (94)
- Universitätsklinikum Hamburg-Eppendorf (85)
- Universitätsmedizin der Johannes Gutenberg-Universität Mainz (82)
- Klinikum rechts der Isar der Technischen Universität München (76)
- Vivantes Netzwerk für Gesundheit GmbH Berlin (68)
- Universitätsklinikum Carl Gustav Carus Dresden an der Technischen Universität Dresden (61)
- Universitätsklinikum Münster (35)

Krankenhäuser in Deutschland mit den häufigsten erbrachten komplexen Eingriffen am Organsystem Pankreas (Bauchspeicheldrüse) im Jahr 2019:
- Universitätsklinikum Heidelberg (489)
- Charité – Universitätsmedizin Berlin (254)
- Katholisches Klinikum Bochum (184)
- Klinikum der Universität München (180)
- Universitätsklinikum Hamburg-Eppendorf (163)
- Universitätsklinikum Freiburg (135)
- Universitätsklinikum Göttingen (134)
- Vivantes Netzwerk für Gesundheit GmbH Berlin (125)
- Universitätsklinikum Carl Gustav Carus Dresden an der Technischen Universität Dresden (92)

Krankenhäuser in Deutschland mit den häufigsten erbrachten Lebertransplantationen (inkl. Teilleber-Lebendspende) im Jahr 2019:
- Universitätsklinikum Hamburg-Eppendorf (82)
- Universitätsklinikum Jena (79)
- Medizinische Hochschule Hannover (75)
- Klinikum der Universität München (63)
- Universitätsklinikum Tübingen (62)
- Charité – Universitätsmedizin Berlin (54)
- Universitätsmedizin der Johannes Gutenberg-Universität Mainz (54)
- Universitätsklinikum Regensburg (50)
- Universitätsklinikum Essen (49)
- Universitätsklinikum Heidelberg (40)

Krankenhäuser in Deutschland mit den häufigsten erbrachten Nierentransplantationen (inkl. Lebendspende) im Jahr 2019:
- Charité – Universitätsmedizin Berlin (212)
- Medizinische Hochschule Hannover (160)
- Universitätsklinikum Erlangen (120)
- Universitätsklinikum Heidelberg (104)
- Universitätsklinikum Münster (103)
- Universitätsklinikum Freiburg (83)
- Universitätsklinikum Essen (79)
- Klinikum Stuttgart (62)

Krankenhäuser in Deutschland mit den häufigsten erbrachten Stammzelltransplantationen im Jahr 2019:
- Universitätsklinikum Hamburg-Eppendorf (374)
- Universitätsklinikum Heidelberg (354)
- Charité – Universitätsmedizin Berlin (327)
- Universitätsklinikum Würzburg (279)
- Universitätsklinikum Münster (265)
- Universitätsklinikum Essen (255)
- Universitätsklinikum Freiburg (233)
- Universitätsklinikum Tübingen (219)
- Universitätsklinikum Köln (198)
- Universitätsklinikum Düsseldorf (185)

## Krankenhäuser finden, die die aktuellen Mindestmengen erfüllen
Zahlreiche Krankenkassen bieten interaktive Online-Karte mit den Krankenhäusern an, die die Mindestmengen aktuell erfüllen.